# Phabricator
Phabricator是一套基于Web的软件开发协作工具，包括代码审查工具Differential，资源库浏览器Diffusion，变更监测工具Herald，Bug跟踪工具Maniphest和维基工具Phriction。Phabricator可与Git、Mercurial和Subversion集成使用。其可在Apache许可证第2版下作为自由软件分发。
Phabricator最初是脸书的一个内部工具，主要开发者为埃文·普利斯特里（Evan Priestley）。埃文·普利斯特里离开脸书后，在名为Phacility的新公司继续Phabricator的开发。
2021年5月29日，Phacility宣布其将停止运营并不再继续维护Phabricator。作为替代，社区分支Phorge于2022年9月7日创建并发布了稳定版本。

## 用户
Phabricator的部分用户有：

| - Blender - Bloomberg - DeviantArt - Dropbox - Enlightenment窗口管理器 - Facebook | - FreeBSD - Khan Academy - GnuPG - LLVM - MemSQL - Pinterest - Quora - 维基媒体 |

## 在线版本
- Bear Mountain [21]
- Phoreplay [22]
- Phacility (beta)（页面存档备份，存于） [23]